# Szkoła Powiatowa w Koninie
Szkoła Powiatowa w Koninie – budynek dwukondygnacyjny o cechach klasycyzmu pochodzi z początku XIX wieku. Fasada budowli zawiera mały szczyt w formie tympanonu wsparty przez pilastry doryckie. W latach 1862–1869 mieściła się tu pierwsza w regionie konińskim szkoła ponadpodstawowa – Powiatowa Szkoła Pedagogiczna. Obecnie w budynku mieści się księgarnia diecezjalna.